# 68-я гвардейская мотострелковая дивизия
68-я гвардейская мотострелковая Севастопольская Краснознамённая дивизия имени Латышских стрелков (сокр. 68 мсд, в/ч 29760) — тактическое соединение Сухопутных войск Российской Федерации.
Формирование входит в состав 6-й общевойсковой армии Ленинградского военного округа. Пункт постоянной дислокации — город воинской славы Луга Ленинградской области (ранее — п. Струги Красные в Псковской области).

## История

### 1940—1992
Предшественником формирования является сформированный 18 августа 1940 года 666-й стрелковый полк, переформированный 18 сентября 1941 года в 13-й гвардейский стрелковый полк. С 1956 по 1993 год полк (позже бригада) был учебным с пунктом постоянной дислокации в посёлке Кадага близ Адажи Латвийской ССР. 11 ноября 1993 года бригада выведена в Россию и переформирована в 42-ю базу хранения военной техники (БХВТ) в п. Струги Красные Псковской области.
По окончании боевых действий на фронтах Великой Отечественной войны 9 мая 1945 года полк дислоцировался на Вилле Розенталь в провинции Кенигсберга Восточная Пруссия, входя в состав 3-й гвардейской стрелковой Волновахской Краснознамённой ордена Суворова дивизии. С 4 апреля 1952 года по май 1956 года полк дислоцировался в Литовской ССР в составе 3-й гвардейской стрелковой Волновахской Краснознамённой, ордена Суворова дивизии.
С мая 1956 года по август 1994 года полк дислоцировался в Латвийской ССР в составе 54-го окружного учебного центра (24-я учебная танковая дивизия). Полк стал учебным и готовил младших командиров и специалистов: командиров БМП, наводчиков орудий, механиков-водителей различных военных машин, начальников радиостанций, командиров сапёрных подразделений. Располагался в посёлке Адажи-2 (ныне Кадага) близ города Рига.

### 1992—2025
В соответствии с Директивой Первого заместителя Главнокомандующего Объединёнными вооружёнными силами Содружества Независимых Государств от 11 марта 1992 года № 314/3/0327, Директивой Командующего Северо-Западной группы войск от 29 августа 1992 года № 6/1/0287, 13-й гвардейский учебный мотострелковый Севастопольский Краснознамённый полк имени Латышских стрелков переформирован в 25-ю отдельную гвардейскую мотострелковую Севастопольскую Краснознамённую бригаду имени Латышских стрелков.
В соответствии с Директивой министра обороны Российской Федерации от 11 октября 1993 года № 314/1/001200, Директивой Генерального штаба от 11 ноября 1993 года № 453/4/01002-25 25-я отдельная гвардейская мотострелковая Севастопольская Краснознамённая бригада имени Латышских стрелков передислоцирована из Латвийской Республики в Псковскую область и включена в состав войск Ленинградского военного округа. Войсковая часть № 34469 аннулирована.
В феврале 2022 года, после начала вторжения России на Украину, 25-я бригада участвовала в боях за Харьков.
Осенью 2023 г. и зимой 2023—2024 гг. 25-я бригада вела позиционные бои в районе Синьковки Харьковской области.
В мае — июне 2024 г. бригада участвовала в боях за Волчанск.

### С 2025
В 2025 году преобразована в 68-ю гвардейскую мотострелковую Севастопольскую Краснознамённую дивизию имени Латышских стрелков.

## Состав
- управление;
- 1-й мотострелковый батальон;
- 2-й мотострелковый батальон;
- 3-й мотострелковый батальон;
- танковый батальон;
- 1-й гаубичный самоходно-артиллерийский дивизион;
- 2-й гаубичный самоходно-артиллерийский дивизион;
- реактивный артиллерийский дивизион;
- противотанковый артиллерийский дивизион;
- зенитный ракетный дивизион;
- зенитный ракетно-артиллерийский дивизион;
- разведывательный батальон;
- инженерно-сапёрный батальон;
- батальон управления (связи);
- ремонтно-восстановительный батальон;
- батальон материального обеспечения;
- стрелковая рота (снайперов);
- рота РХБ3;
- рота БЛА;
- рота РЭБ;
- комендантская рота;
- медицинская рота;
- взвод управления начальника артиллерии (ВУНА);
- взвод управления и радиолокационной разведки (начальника ПВО);
- взвод управления (начальника разведывательного отделения);
- взвод инструкторов;
- взвод тренажеров;
- полигон;
- оркестр.[10]

## Отличившиеся воины
- Гвардии старший лейтенант Магомедов, Шамиль Набибуллагович (посмертно) — командир мотострелкового взвода[11].
- Гвардии капитан Рожков Богдан Игоревич (посмертно) — командир штурмового отряда.
- Гвардии полковник Ксенофонтов Алексей Владимирович (2024) — командир бригады.